# Гурковська Ольга Павлівна
О́льга Па́влівна Гурко́вська (* 1985) — українська академічна веслувальниця. Чемпіонка Європи.

## З життєпису
Народилась 1995 року.
Спортивні досягнення:
- Чемпіонат Європи з академічного веслування 2009 — бронзова нагорода; вісімка (Берестя);
- Чемпіонат Європи з академічного веслування 2011 — бронзова нагорода; вісімка (Пловдив);
- Чемпіонат Європи з академічного веслування 2012 (Варезе) — золота нагорода; четвірка — вона і Яна Дементьєва; Катерина Тарасенко та Наталія Довгодько.